# Stadtgemeinde Nova Gorica

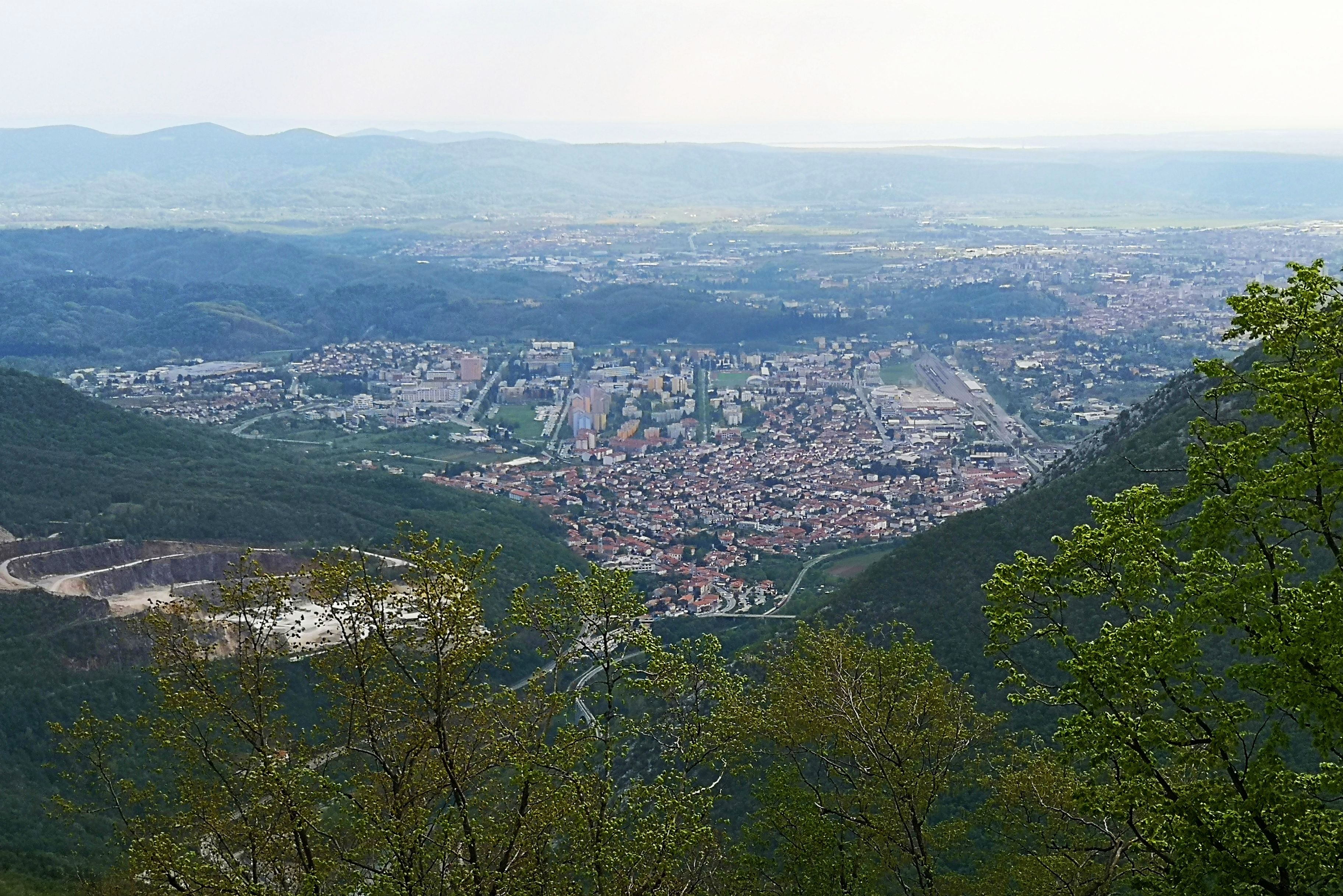
Blick auf Nova Gorica

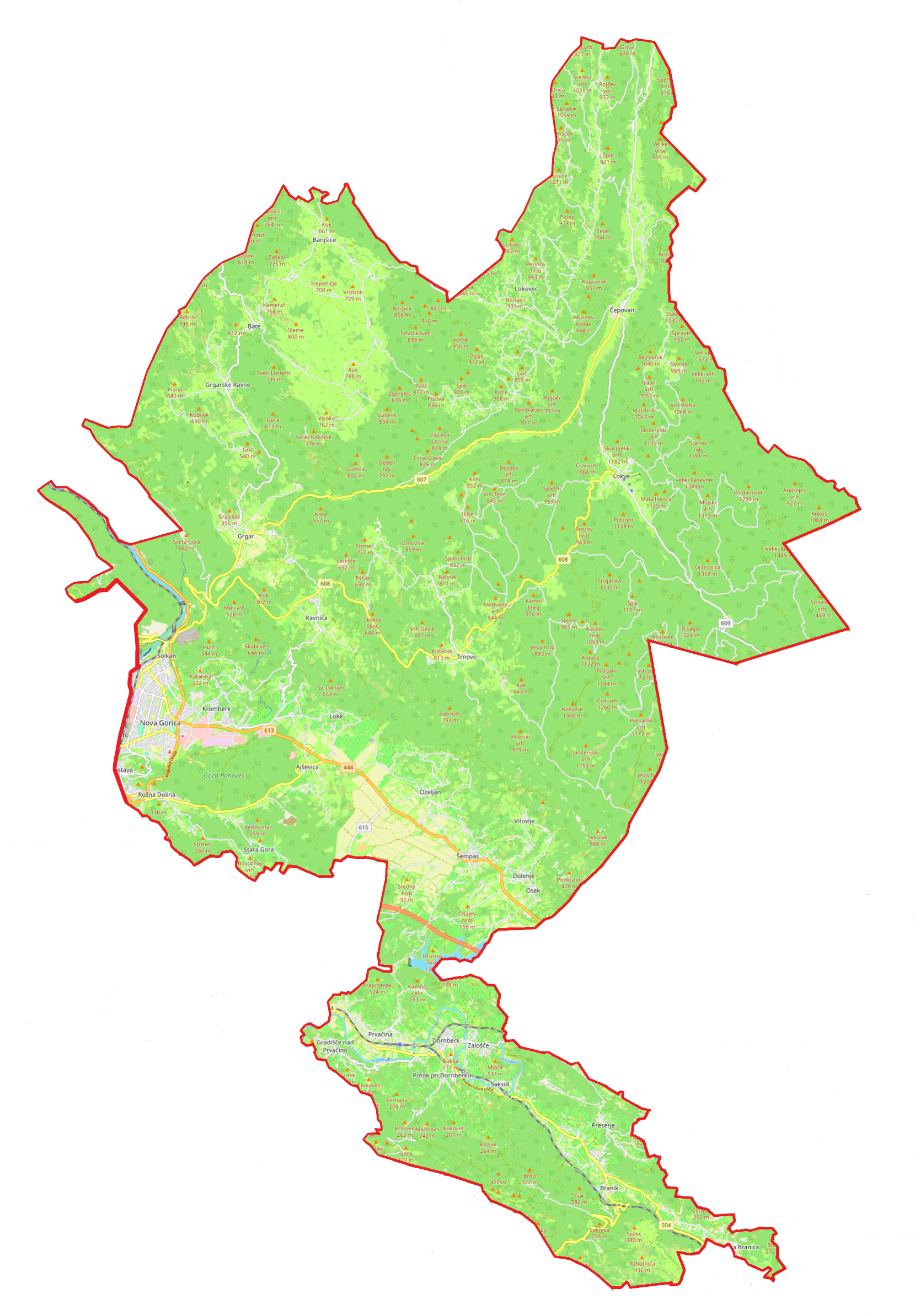
Landkarte der Stadtgemeinde Nova Gorica

Die Stadtgemeinde Nova Gorica (slowenisch: Mestna občina Nova Gorica) ist eine der zwölf Stadtgemeinden Sloweniens. 
Sie trägt den Namen ihres Hauptortes, der Stadt Nova Gorica.
Nova Gorica liegt im Westen Sloweniens nördlich von Triest unmittelbar an der italienischen Grenze in der historischen Landschaft Primorska (Region Goriška).
Gemeinsam mit ihrer italienischen Nachbarstadt Gorizia ist Nova Gorica 2025 Europäische Kulturhauptstadt.

## Ortschaften und Siedlungen der Stadtgemeinde
Zur Stadtgemeinde gehören folgende Ortschaften und Siedlungen (in Klammern die deutschsprachigen Namen aus der Zeit vor 1918):
| - Ajševica (Aisowitz im Rosenthal) - Banjšice (Wannschitz) - Bate (Sankt Lorenzkirchen) - Branik (Reifenberg) - Brdo (Warde) - Budihni (Bidichen) - Čepovan (Zepowein) - Dornberk (Dornberg) - Draga (Drack) - Dragovica (Dragowitz) - Gradišče nad Prvačino (Dietenhof) - Grgar (Gregor) - Grgarske Ravne (Raunach) - Kromberk (Kronberg) - Lazna (Lastenau im Kaltenthal) - Loke (Kornhalle) - Lokovec (Lockawitz) - Lokve (Wüstenau) - Nemci (Deutschendorf) - Nova Gorica (Neu-Görz) - Osek (Ossek) - Ozeljan (Oslach) | - Podgozd (Unterwald) - Potok pri Dornberku (Bachloch) - Preserje (Pressriach) - Pristava (Prestau) - Prvačina (Präbendlach) - Ravnica (Raunitz) - Rožna Dolina (Rosenthal) - Saksid (Sachset) - Solkan (Salkon) - Spodnja Branica (Unter Bärnawitz) - Stara Gora (Altenberg) - Steske (Rauchenstein) - Sveta Gora (Heiligenberg) - Šempas (Schönpass) - Šmaver (Sankt Mauer) - Šmihel (Sankt Michael bei der Liach) - Tabor (Taborberg) - Trnovo (Ternau im Königswald) - Vitovlje (Wittenburg) - Voglarji (Voglersdorf) - Zalošče (Salosche) |

## Nachbargemeinden
| Kanal ob Soči                                       | Kanal ob Soči und Tolmin                    | Tolmin                     |
| Kanal ob Soči, Brda, Italien                        | Kompassrose, die auf Nachbargemeinden zeigt | Tolmin, Idrija, Ajdovščina |
| Šempeter-Vrtojba, Renče-Vogrsko, Miren-Kostanjevica | Komen                                       | Ajdovščina                 |

## Gemeindepartnerschaften
Nova Gorica unterhält Partnerschaften mit folgenden Städten und Gemeinden:
- Klagenfurt, Österreich
- San Vendemiano, Italien
- Aleksandrovac, Serbien
- Otočac, Kroatien

## Sehenswürdigkeiten
- Goriška Regionalmuseum in Schloss Kromberk, Villa Bartolomei
- Museum an der Grenze
- Kloster Kostanjevica mit der Bourbonengruft
- Wallfahrtsort Sveta Gora
- Brücke von Solkan

## Söhne und Töchter der Stadt
- Matej Bor (1913–1993), Dichter, Journalist und Partisan
- Jure Franko (* 1962), Skirennläufer
- Marjan Štrukelj (* 1964), Kanute
- Uroš Seljak (* 1966), Kosmologe und Astrophysiker
- Nataša Velikonja (* 1967), Dichterin, Soziologin, Essayistin und Übersetzerin
- Ana Bucik (* 1993), Skirennläuferin
- Andrej Kotnik (* 1995), Fußballspieler
- Evelina Kos (* 1996), Fußballspielerin

## Geschichte

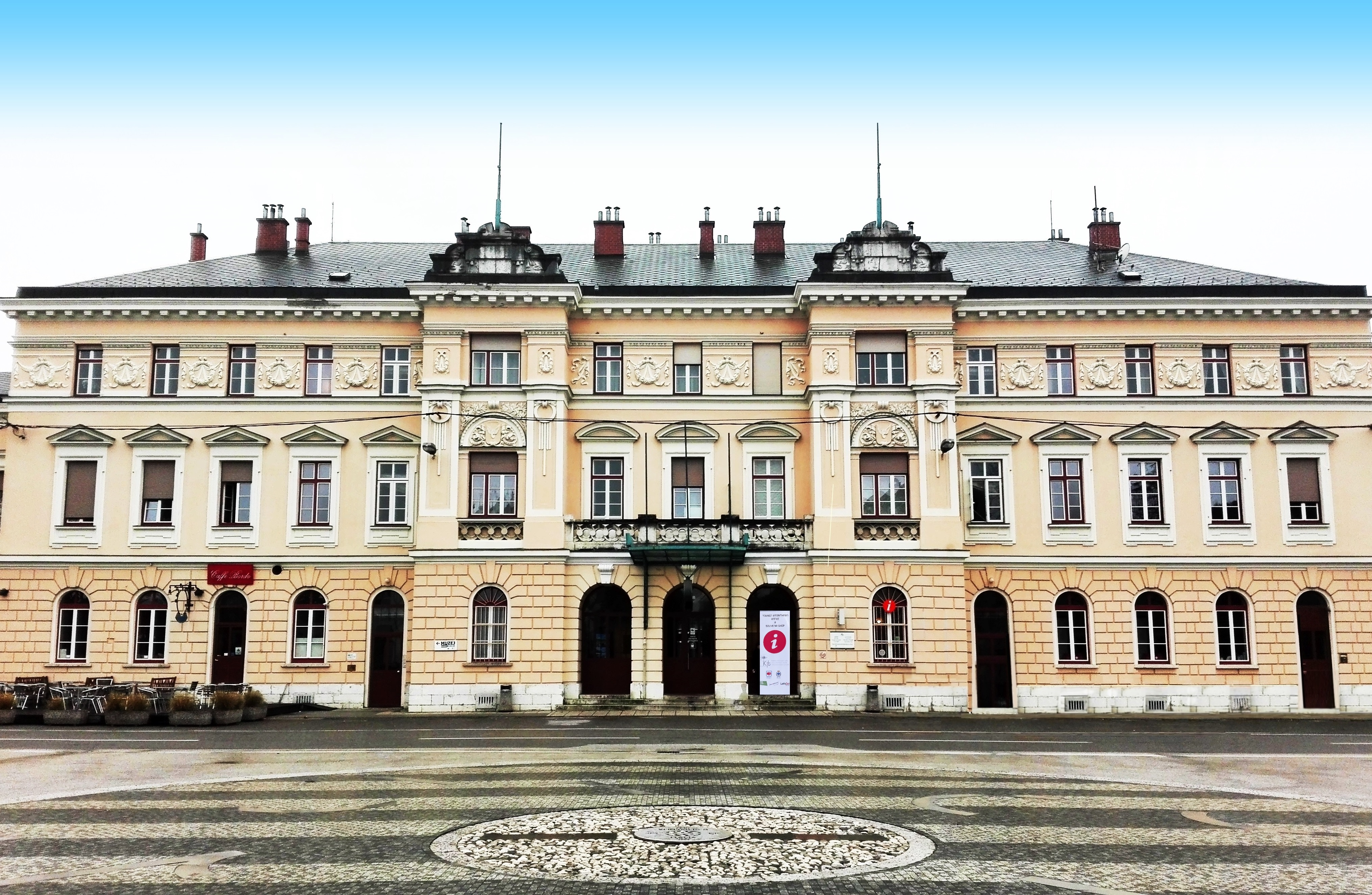
Bahnhof der Wocheiner Bahn. Die Grenze zu Gorizia (Italien) verläuft durch den Kreis im Bildvordergrund

Durch den Frieden von Paris wurde die bis 1918 österreichische, bis 1945 italienische Stadt Görz/Gorizia geteilt. 
Östlich der Altstadt von Gorizia wurde die Grenze unmittelbar westlich der Wocheiner Bahn festgelegt, so dass sie quer über den Bahnhofsvorplatz (Piazza Transalpina / Trg Evropa) verläuft. 
Der Bahnhof war am 1. Mai 1945 zusammen mit der gesamten Stadt Görz östlich des Isonzo von jugoslawischen Partisanen besetzt worden.
1948 wurde der Grundstein für den neuen Stadtkern von Nova Gorica gelegt, eine Stadt vom Reißbrett, die das bedeutendste Urbanismusprojekt des Stadtplaners und Architekten Edvard Ravnikar ist, als neues urbanes Zentrum für die jugoslawische Seite der Grenze. Zu Nova Gorica gehören allerdings auch ältere Siedlungen, die es bereits vor 1947 gab. 
Auf dem Gebiet der Stadtgemeinde wurden in mehreren Ortschaften Massengräber aus der Zeit des Zweiten Weltkriegs gefunden.
Seit Gründung der Universität Nova Gorica im Jahre 1995 ist Nova Gorica eine Universitätsstadt.